# Stilpnotia vata
Stilpnotia vata är en fjärilsart som beskrevs av Swinhoe 1903. Stilpnotia vata ingår i släktet Stilpnotia och familjen tofsspinnare. Inga underarter finns listade i Catalogue of Life.